# Peter Taylor
Peter Geoffrey Taylor (16 de enero de 1926, Luton - 20 de octubre de 2011 ) fue un botánico británico que trabajó en los Reales Jardines Botánicos de Kew en su carrera en Botánica. Taylor se unió al equipo del Herbario de Kew en 1948; y comenzó a publicar sus primeras especies nuevas como Utricularia pentadactyla, en 1954.
En 1973 oposita y gana un puesto como curador de la División de Orquídeas del herbario y, de acuerdo con las directivas de Kew, "bajo su dirección, revitalizar la taxonomía de Orchideae y mejorados sus contactos horticulturales."
Participó en la expedición de diez meses con Milne-Redhead al África oriental. A fines de los 1960 se orienta hacia la flora de América, y hace una expedición al sudeste de Norteamérica.
En 1976 va en la expedición de Kew hacia las orquídeas acuáticas de Panamá y de Ecuador. En 1979 y 1980 hace varias expediciones a Australia donde halla numerosas nuevas especies.
En agosto de 1981 aún va en expedición a Bangalore en India; también describiendo varias especies nuevas.
Kew retira a Taylor hacia 1986, pero continúa concluyendo su magistral obra, en 1989 " El gro. Utricularia "; ya que uno de los enfoques principales de Taylor fue la botánica del género Utricularia. Ha nombrado a muchas de sus especies y dado en 1986 la más extensa monografía del género, habiéndola revisado en 1989.

## Algunas publicaciones
- 1955.  „Flora of Trinidad & Tobago
- 1973. „Flora of Tropical East Africa“
- 1975. „Flora of Ecuador“
- 1976. „Flora of Panama “
- 1988. „Flora Zambesiaca“

- La abreviatura «P.Taylor» se emplea para indicar a Peter Taylor como autoridad en la descripción y clasificación científica de los vegetales.[3]

A enero de 2012 tiene en su haber la identificación y clasificación de 212 nuevas especies.

## Fuente
Traducciones de los Arts. en lengua inglesa y germana de Wikipedia.